# Saków
Saakow è una città nel sud della regione del Medio Giuba (Jubbada Dhexe) in Somalia. Si trova tra Bu'ale, Dinsor e Bardera. Il distretto di Sakow ha una popolazione totale di 65'973 residents. Nel marzo 2017, la città è nelle mani di Al-Shabaab.